# اسماعیل عزاوی
اسماعیل عزاوی (انگلیسی: Ismail Azzaoui؛ زادهٔ ۶ ژانویهٔ ۱۹۹۸) بازیکن فوتبال اهل بلژیک است.
از باشگاه‌هایی که در آن بازی کرده‌است می‌توان به باشگاه فوتبال تاتنهام هاتسپر و باشگاه فوتبال وولفسبورگ اشاره کرد.
وی همچنین در تیم‌های ملی فوتبال Belgium national under-15 football team، زیر ۱۷ سال بلژیک، زیر ۱۷ سال بلژیک، و تیم ملی فوتبال زیر ۱۹ سال بلژیک بازی کرده‌است.